# Eurysthea subandina
Eurysthea subandina là một loài bọ cánh cứng trong họ Cerambycidae.